# John Wojciechowski
John Wojciechowski (* 9. November 1973 in Mount Clemens, Michigan) ist ein US-amerikanischer Jazzmusiker (Tenorsaxophon, Komposition).

## Leben und Wirken
John Wojciechowski wuchs in Detroit auf; sein Vater war Stahlarbeiter und Jazz-Organist (als Amateurmusiker). Mit acht Jahren erhielt er Musikunterricht und wählte bald das Altsaxophon, lernte aber auch Flöte und Klarinette. Er studierte an der Western Michigan University; mit dem Western Michigan University Jazz Orchestra entstanden zwischen 1993 und 1995 erste Aufnahmen, auch eigener Kompositionen. 1996 war er Finalist im Thelonious-Monk-Wettbewerb. Seit 2002 lebte er in Chicago, wo er an einer Highschool unterrichtet. Weiterhin war er dort in den Formationen Bottomed Out, Chicago Jazz Orchestra, Jacob Sacks Quintet, New Standard Jazz Orchestra, Chicago Yestet (Jazz is Politics?) und in der Tom Matta Big Band aktiv. Nach einem ersten, selbstveröffentlichten Album (Lexicon), das zwischen 2006 und 2008 entstand, legte er 2015 das Album Focus bei Origin Records vor, das er mit Ryan Cohan, Dennis Carroll und Dana Hall eingespielt hatte. Im Bereich des Jazz war er zwischen 1993 und 2015 an 19 Aufnahmesessions beteiligt.

## Diskographische Hinweise
- Jeff Campbell: West End Avenue (Musique Cambeaux, 2005), mit John Hollenbeck[3]
- Jacob Sacks Quintet: No Man's Land (Yeah Yeah Records, 2013, mit Andrew Bishop, Tim Flood, Dan Weiss)